# Eifel

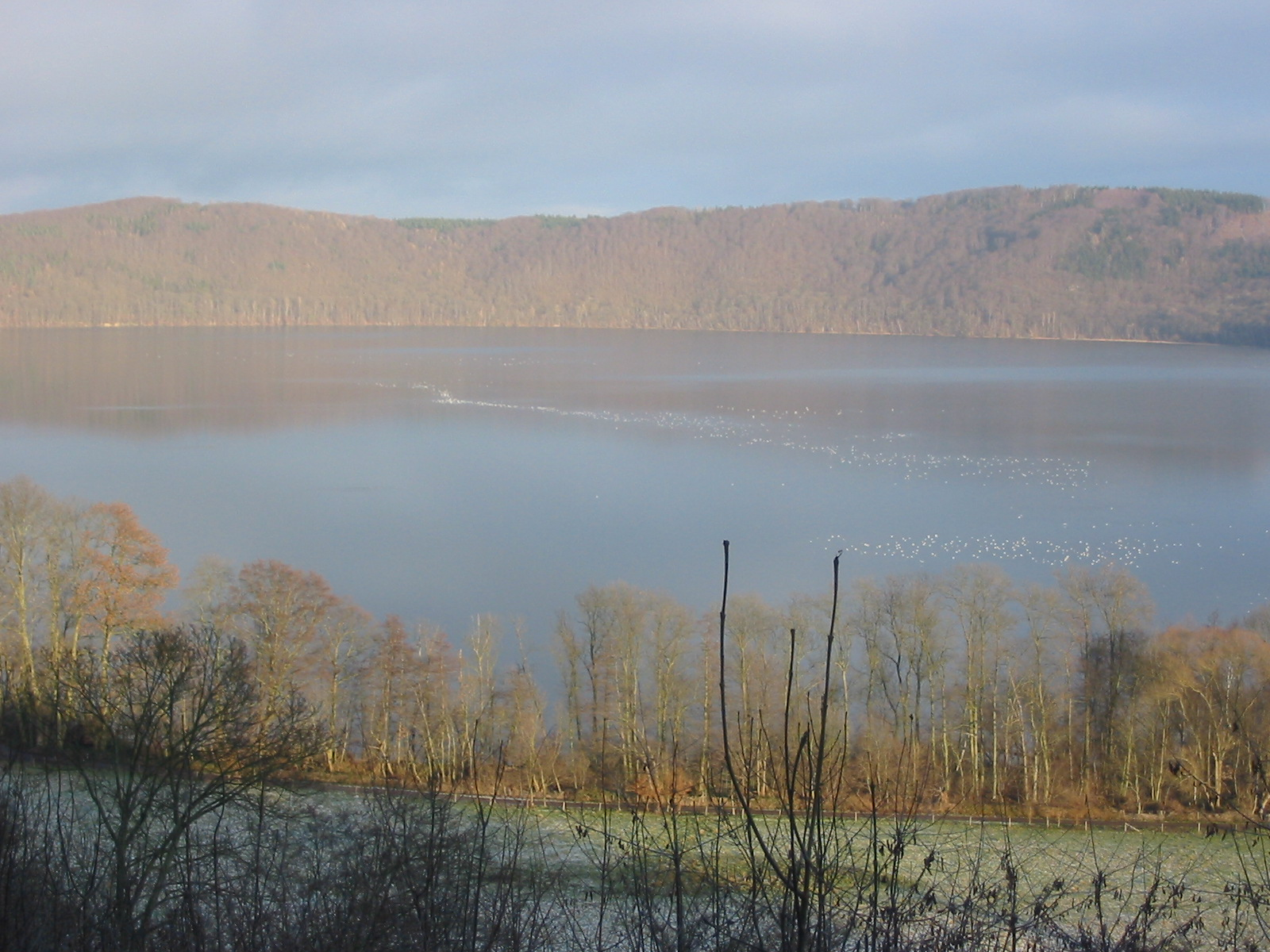
De Laacher See, een caldera in het Eifelgebergte

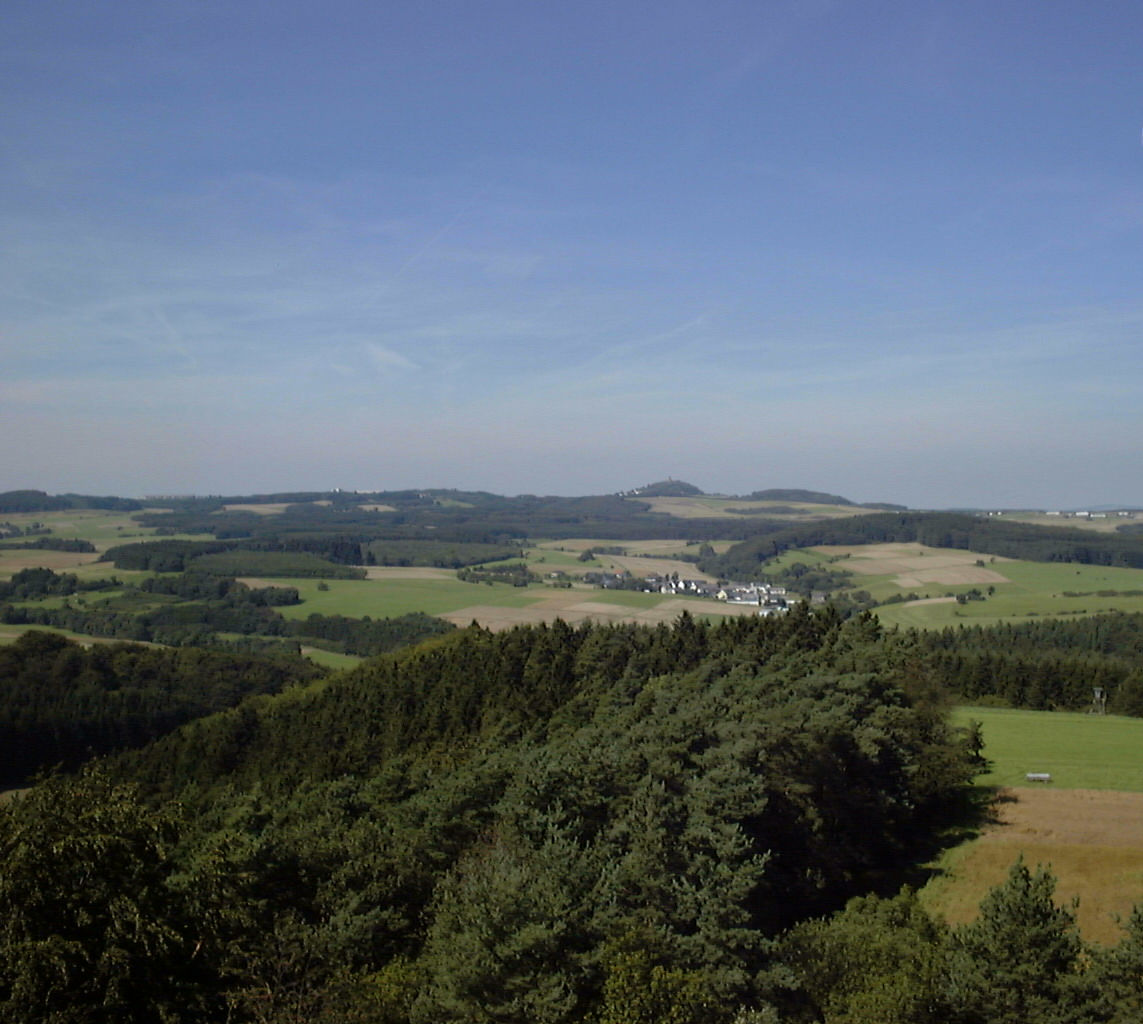
Typisch Eifellandschap

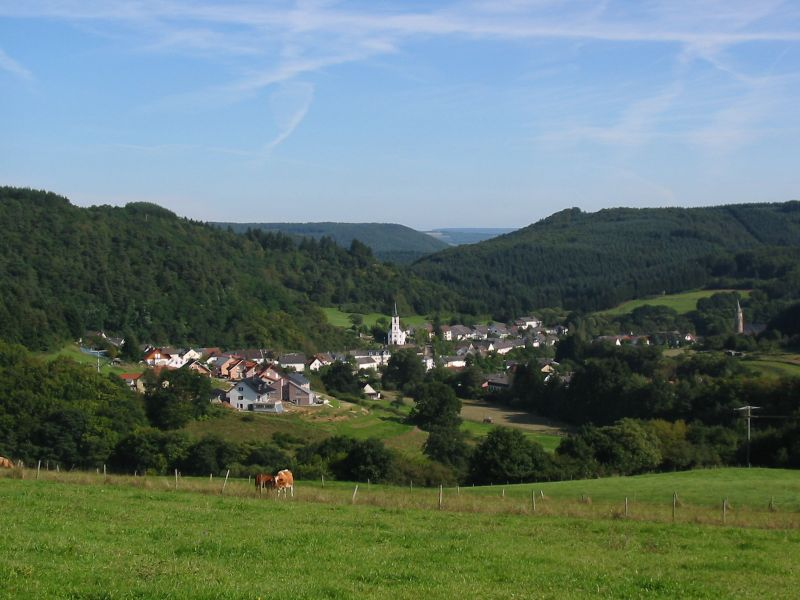
Typisch dorp in de Südeifel

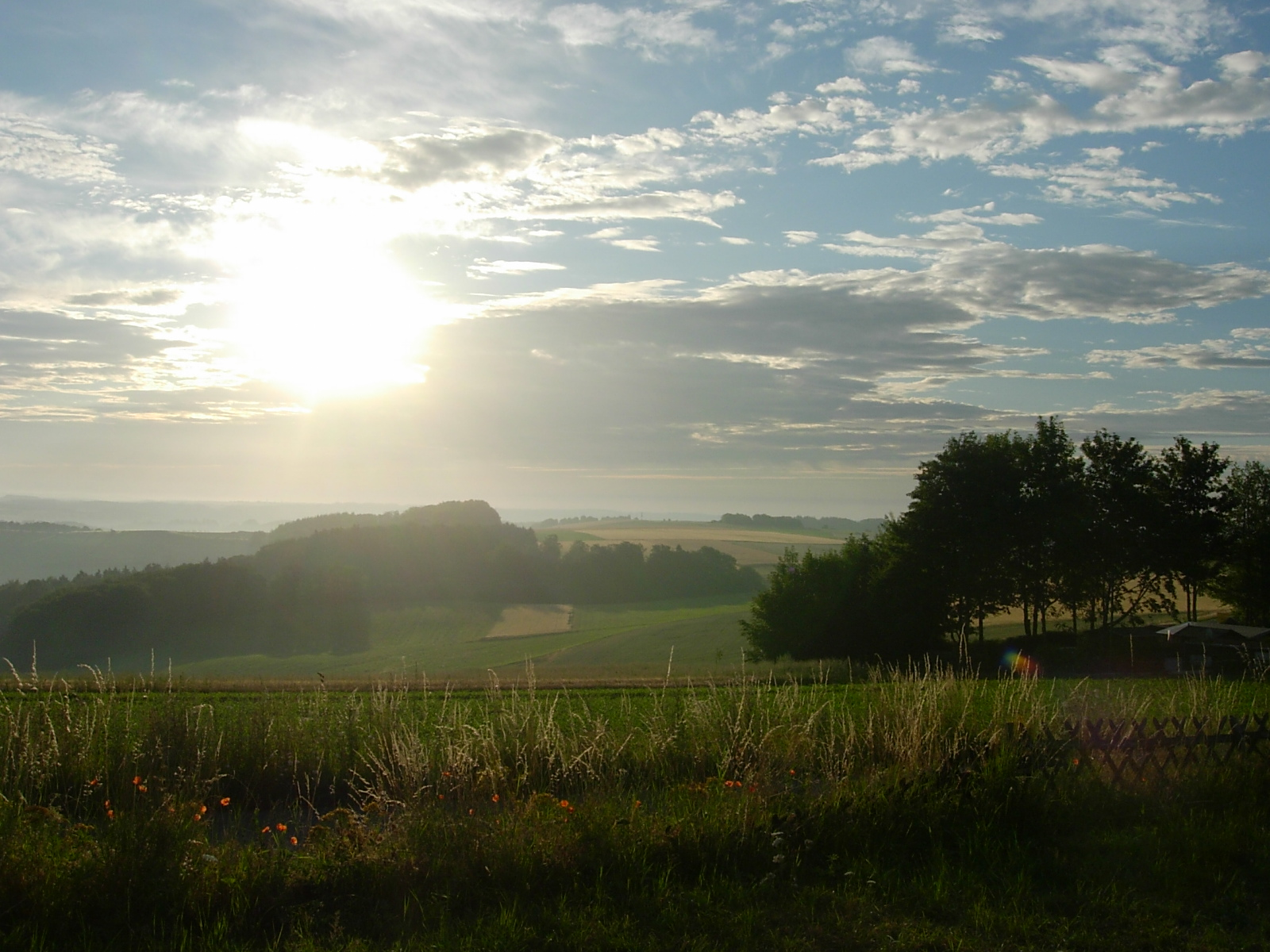
Zonsopkomst in de Vulkaaneifel

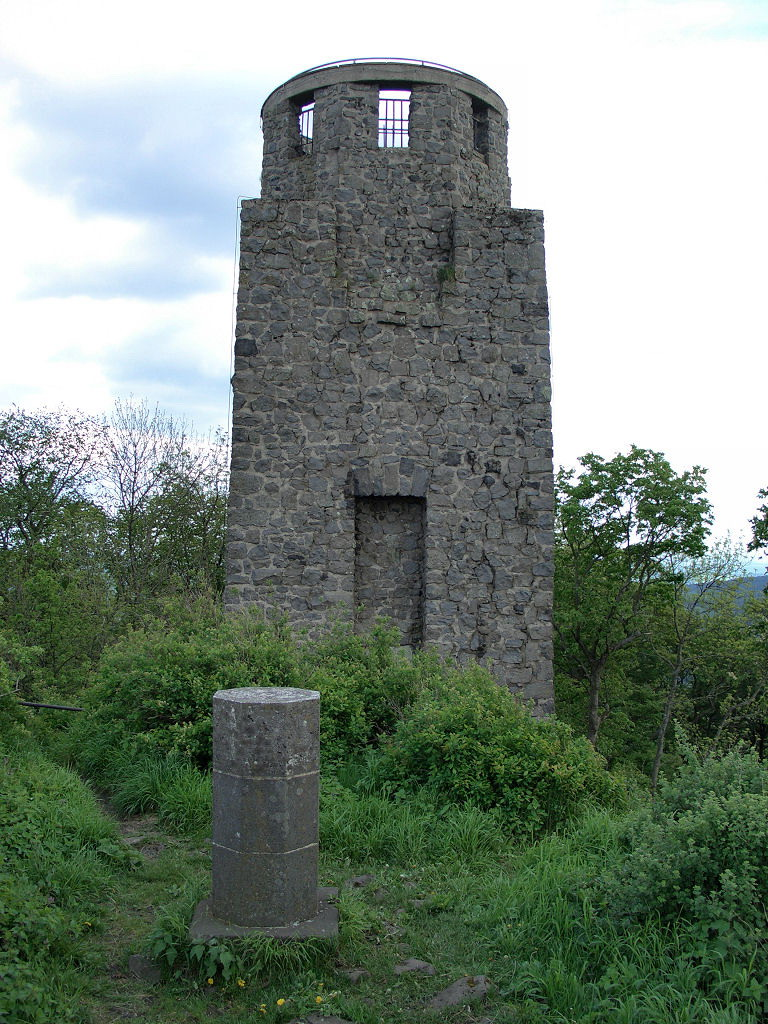
Top van de Hohe Acht, de hoogste top van de Eifel

De Eifel is het oostelijke deel van het middelhoog plateau Eifel-Ardennen. Het ligt ten noorden van de Moezel en ten westen van de Rijn. Het grootste deel ligt in Duitsland, een klein deel ligt in België, in de Oostkantons en ook het oostelijkste deel van Luxemburg behoort ertoe. Het Duitse deel van Eifel ligt in de deelstaten Noordrijn-Westfalen en Rijnland-Palts. Het hoogste punt is de Hohe Acht met 747 meter.
In het Tertiair was er in de Eifel sterke vulkanische activiteit. Daarnaar verwijst ook de naam Vulkaan-Eifel in het zuidoostelijke deel. De kraters die ontstaan zijn door explosies van vulkanische gassen hebben zich gevuld met grondwater en worden Maare genoemd. De laatste uitbarstingen vonden rond 8000 jaar voor Christus plaats. Onderzoek wijst uit dat dit gebied nog steeds geologisch actief is: het gehele Eifelgebied stijgt 1 à 2 millimeter per jaar. In het verleden kwamen al inactieve fases voor van 10.000 à 20.000 jaar, wat suggereert dat toekomstige uitbarstingen mogelijk zijn.
In de Eifel zijn verscheidene ketens te onderscheiden:
- Het noordelijkste gedeelte noemt men de Nordeifel, dat in België aansluit op de Hoge Venen;
- Ten oosten daarvan vindt men het Ahrgebirge, dit gedeelte bevindt zich benoorden de Ahr in het district Ahrweiler;
- Bezuiden de Ahr bevindt zich de Hohe Eifel (of Hocheifel), waarvan de Hohe Acht (747 m) het hoogste punt is en tevens het hoogste punt van het hele Eifelgebied;
- In het westen, tegen de Belgische grens, zijn de heuvels bekend als Schneifel, een onderdeel van het bredere gebied van de Sneeuweifel met toppen die reiken tot 698 meter;
- Zuidelijk en oostelijk van de Hohe Eifel ligt de Vulkaan-Eifel, een vulkanisch gebied met veel kratermeren (Maare).
- Het zuidelijke gedeelte van de Eifel is minder hoog. Het gebied wordt doorsneden door in zuidelijke richting uitlopende beken en riviertjes. Deze stromen monden in de Moezel. De grootste van deze rivieren is de Kyll; de heuvels rond deze rivier zijn bekend als het Kyllwald;
- In het zuiden eindigt de Eifel in de Vooreifel.

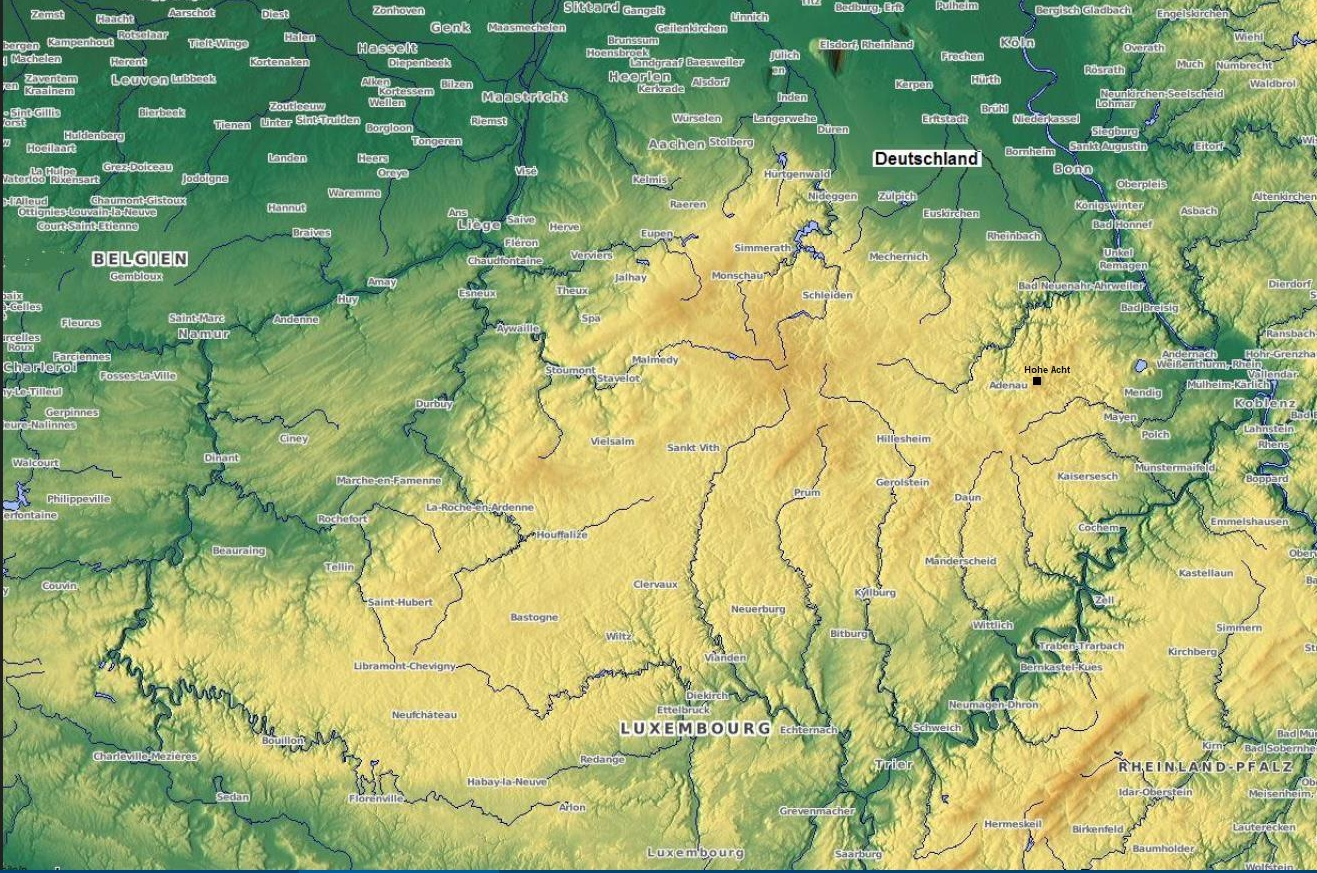
in het midden van de afbeelding de grensoverschrijdende hooglanden van de Ardennen en de Eifel, beperkt door Maas, Semois, Moezel, Rijn

In het noorden van de Eifel bevinden zich enige grote stuwmeren. Het grootste daarvan is het stuwmeer in de Roer dat is ontstaan door de bouw van de Roerdaldam. Het is toeristisch sterk ontwikkeld (wandelen, fietsen, mountainbiken, watersport, strandrecreatie). Verder zijn er campings, vakantiehuisjes enzovoorts.
Een ander groot stuwmeer is dat achter de stuwdam de Wehebachtalsperre in het Hürtgenwald. Dam en stuwmeer dienen de waterregulatie, de drinkwater- en elektriciteitsvoorziening. Het gebied is niet toegankelijk voor andere vormen van toerisme dan wandelen en fietsen op de bij het stuwmeer lopende paden.
In de Eifel ligt de Nürburgring, een bekend autocircuit voor onder andere Formule 1-races. Sinds 2004 is een deel van het noorden van de Eifel het Nationaal Park Eifel geworden. Dit Nationale Park valt in zijn geheel binnen het Duits-Belgische natuurpark Hoge Venen-Eifel. Een ander deel van de Eifel valt binnen het natuurpark Zuid-Eifel.

## Geologie
De geologie van de Eifel wordt in grote mate bepaald door Devonische kalken en Tertiair vulkanisme.

## Hoogste toppen
- Hohe Acht (747 m), Hohe Eifel
- Ernstberg (699 m), Vulkaaneifel
- Schwarzer Mann (697,3 m), Sneeuw-Eifel
- Signaal van Botrange (692 m), Hoge Venen (B)[1]
- Weißer Stein (691 m), Nordeifel (B grens)[1]
- Scharteberg (691 m), Vulkaaneifel
- Nürburg (678 m), Hohe Eifel
- Hochkelberg (675 m), Hohe Eifel
- Prümscheid (675 m), Vulkaaneifel
- Raßberg (668 m), Hohe Eifel
- Seimersberg (663 m), Sneeuw-Eifel
- Steling (658 m), Hoge Venen (B grens)[1]
- Giescheid (652 m), Nordeifel
- Nerother Kopf (647 m), Vulkaaneifel
- Aremberg (623 m), Ahrgebergte
- Dreiser Höhe (611 m), Hohe Eifel
- Hardtkopf (596 m), Südeifel
- Michelsberg (588 m), Ahrgebergte
- Eigart (565 m), Nordeifel
- Rockeskyller Kopf (555 m), Vulkaaneifel
- Burberg (529 m), Vulkaaneifel
- Wildbretshügel (525 m), Nordeifel/Rureifel
- Kirchberg (520 m), Nordeifel
- Herkelstein (435 m), Nordeifel

## Steden in de Eifel
- Duitse Eifel: Adenau, Andernach, Bad Münstereifel, Bad Neuenahr-Ahrweiler, Bitburg, Cochem, Daun, Euskirchen, Gerolstein, Hillesheim, Kall, Kaisersesch, Wallendorf, Kyllburg, Manderscheid, Mayen, Mechernich, Monschau, Neuerburg, Prüm, Schleiden, Schweich, Wittlich
- Belgische Eifel: Sankt Vith, Büllingen, Amel, Burg-Reuland
- Nabijgelegen grote steden: Aken, Bonn, Heerlen, Koblenz, Keulen, Luik, Luxemburg, Maastricht, Trier, Verviers

Ardennen ·
Eifel ·
Heuvelland Zuid-Limburg ·
Hoge Venen ·
Hunsrück ·
Kellerwald ·
Lahntal ·
Mittelrheingebiet ·
Moseltal ·
Rothaargebergte ·
Süderbergland ·
Taunus ·
Westerwald